# 顽主
《顽主》是一部由峨嵋电影制片厂拍摄的荒诞体的轻喜剧，改编自王朔的同名小说。本片于1988年上映，并于次年的中国电影金鸡奖获得了最佳影片，最佳导演，最佳女配角，最佳音效四项提名。葛优、马晓晴、梁天、张国立凭借此剧成名。

## 剧情概要
本片描述了80年代后期中国北京的三名年轻人的故事。三名无业青年，本着"替人排憂、替人解难、替人受过"的宗旨，成立了一个3T公司。本想着诚心为别人办事，却不想遭遇到了社会上各色人等，演绎了一出出荒诞不经啼笑皆非的故事，在体验了种种骨鲠在喉的辛酸后，也只能关门歇业，但是在准备关门之前，门外却出现了很多人……

## 影片特色
《顽主》堪称二十世纪八十年代中国娱乐电影新时代的揭幕之作。影片用各种夸张，荒诞的手法描绘了80年代后期中国都市里生活的形形色色的人物。并且用戏谑的口吻对那些看似道貌岸然的人和事进行了嘲讽。

## 幕后花絮
- 葛优出演此片纯属偶然。当年作为主演，拿到的片酬是800元人民币。葛优自称，那是"第一次看到这么多钱"[2]。

## 纪念
2021年2月11日，北京台春晚中葛优、张国立、梁天三人再次聚首。